# Florentino Vargas
Florentino Vargas (Córdoba; 17 de octubre de 1910 - Córdoba; 16 de agosto de 2003) fue un jugador de fútbol argentino. Convirtió el primer gol de Boca Juniors en la era profesional.

## Trayectoria
Florentino Vargas debutó en Primera jugando para Nacional de Córdoba el 31 de octubre de 1926 frente a Belgrano por el torneo oficial. Nacional formó con Márquez; Bustos y Silva; Deocca, Freytes y Moyano; Collaviza, Arce, Soto, Vargas y Mocatti. El Pirata ganaba 1 a 0 y el partido fue suspendido por agresión al árbitro.
El cordobés, que venía de ser transferido desde Instituto, fue el primer goleador de la historia de Boca Juniors en el profesionalismo al contribuir con 10 goles para el primer título profesional de los xeneizes. Además, participó del primer partido de Boca en la era rentada, el 31 de mayo de 1931, en un encuentro contra Chacarita que finalizó con el marcador en blanco. El 4 de junio, el conjunto de La Rivera perdió en La Plata ante Gimnasia por 3-2 y Vargas tuvo el privilegio de anotar los dos goles de su equipo, de esta forma se anotó en el primer jugador de Boca en convertir en el profesionalismo.
En 1932 fichó en Platense y marcó 5 goles en 14 partidos. Un año más tarde firmó con Nueva Chicago y debutó el 7 de mayo en la goleada 5-0 contra All Boys marcando un hat-trick. El 24 de diciembre de aquel año, fue el gran protagonista en la final de la Copa Competencia al convertir el gol definitivo ante Banfield. De esa forma, consiguió su segundo título personal de su carrera.
En 1934 pasó por Vélez y Huracán sin anotar goles en la Liga Profesional y luego jugó por primera y única vez en el exterior, precisamente en Chile. Cuenta la historia que "El Pibe de Oro" apenas cruzó la cordillera (en Los Andes) se encontró de improviso con los dirigentes de Deportes Santiago, Florencio Romero y Raúl Pavéz, quienes gastaron buen tiempo en convencerlo de que desistiera de ir al Morning Star y aceptara la mejor oferta del Santiago. Los esfuerzos funcionaron y el rioplatense se cambió de equipo. Sin embargo pocas semanas después, más precisamente el 17 de abril de 1936, ambas instituciones decidieron fusionarse, dando vida al Santiago Morning ante la sorpresa de Vargas que literalmente no entendía nada de lo que estaba ocurriendo.
Los últimos años de su carrera los transitó en el fútbol cordobés.

### Selección Argentina
En 1933 formó parte de la Selección Argentina amateur que realizó una gira por Santiago de Chile y anotó siete goles en cuatro partidos. Entre los encuentros destacados se encuentra un doblete en una victoria por 3-2 contra Colo-Colo.

## Clubes
| Club                           | País      | Año       |
| ------------------------------ | --------- | --------- |
| Nacional (Córdoba)             | Argentina | 1926-1929 |
| Instituto                      | Argentina | 1930-1931 |
| Boca Juniors                   | Argentina | 1931      |
| Platense                       | Argentina | 1932      |
| Nueva Chicago                  | Argentina | 1933-1934 |
| Vélez Sarsfield                | Argentina | 1934      |
| Huracán                        | Argentina | 1934      |
| Defensores del Oeste (Mendoza) | Argentina | 1934-1935 |
| Santiago Morning               | Chile     | 1936      |
| Lavalle (Córdoba)              | Argentina | 1937-1938 |
| Córdoba Central                | Argentina | 1939-1941 |
| Audax Córdoba                  | Argentina | 1942      |

### Estadísticas en Primera División
| Equipo                 | Temporada              | Liga  | Liga  | Copas nacionales | Copas nacionales | Total | Total |
| Equipo                 | Temporada              | Part. | Goles | Part.            | Goles            | Part. | Goles |
| ---------------------- | ---------------------- | ----- | ----- | ---------------- | ---------------- | ----- | ----- |
| Instituto              | 1930                   | 15    | 13    | -                | -                | 15    | 13    |
| Boca Juniors           | 1931                   | 13    | 10    | -                | -                | 13    | 10    |
| Platense               | 1932                   | 14    | 5     | -                | -                | 14    | 5     |
| Nueva Chicago          | 1933-1934              | 25    | 16    | 3                | 1                | 28    | 17    |
| Vélez Sarsfield        | 1934                   | 1     | 0     | -                | -                | 1     | 0     |
| Huracán                | 1934                   | 3     | 0     | -                | -                | 3     | 0     |
| Total Primera División | Total Primera División | 71    | 44    | 3                | 1                | 74    | 45    |

## Palmarés

### Títulos
| Título                       | Club            | País      | Año  |
| ---------------------------- | --------------- | --------- | ---- |
| Primera División             | Boca Juniors    | Argentina | 1931 |
| Copa Competencia             | Nueva Chicago   | Argentina | 1933 |
| Preparación (Liga Cordobesa) | Córdoba Central | Argentina | 1939 |

### Otros logros
| Distinción                        | Año  |
| --------------------------------- | ---- |
| Goleador de Primera División AFAP | 1933 |